# Dominique Desjeux
Dominique Desjeux (né le 22 mars 1946) est un anthropologue et sociologue français, un professeur d’anthropologie sociale et culturelle à Paris V Sorbonne, et a été également un directeur de collections pour différents éditeurs. Loin de dédier ce métier d'anthropologue à l'observation des us et coutumes dans des contrées lointaines ou des tribus restées isolées de notre civilisation, il a consacré ses premiers travaux à l'Afrique, puis de plus en plus aux pratiques culturelles et aux innovations dans les sociétés occidentales. Il s'est employé également à faire connaître les travaux des étudiants et de la recherche en sciences humaines, et à donner à la sociologie de nouveaux débouchés.

## Carrière
De 1969 à 1971, il est chercheur dans le laboratoire de Michel Crozier. De 1971 à 1979, il enseigne en Afrique.
De 1981-1988, il est professeur à l’École supérieure d'agriculture d'Angers.
Depuis 1988, il est professeur à la Sorbonne et directeur du Magistère de sciences sociales appliquées à l'interculturel. 
Ses recherches portent sur la consommation, le développement durable ainsi que les innovations aux USA, en Europe, en Chine et en Afrique.
Il est directeur-adjoint du Centre de recherche sur les liens sociaux (CERLIS), rattaché au CNRS, et le directeur du premier doctorat professionnel en France, cherchant à créer pour les étudiants en sciences humaines de nouveaux débouchés,. Dans la même logique, il a créé une société de conseil et un réseau de chercheurs, Argonautes, produisant des études d'anthropologie pour des entreprises, comme, par exemple, France Télécom ou Motorola,.
En 1991, avec le concours de Sophie Taponier et de Smaïn Laacher, il lance au sein des Éditions L'Harmattan une collection originale : les Dossiers sciences humaines et sociales. Cette collection se veut un espace éditorial réservé aux jeunes chercheurs en sciences humaines. Il leur est ainsi apporté l'opportunité de publier leur travail, et de faire connaître leurs recherches. Chaque ouvrage est dédié à un thème et réunit entre deux et dix communications, a priori extraites des mémoires de maîtrise, de DEA, ou des travaux intermédiaires de thèses. Deux possibilités sont imaginées : soit l'initiative vient d'un étudiant ou d'un groupe d'étudiants, soit c'est un professeur ou un chercheur établi qui réunit plusieurs étudiants autour d'un même sujet, et prend la direction de la publication. Les études doivent intégrer des enquêtes sur le terrain et sont ouvertes aux différents axes d'analyse s'intéressant à l'homme et au milieu social : la psychologie, la sociologie, l'ethnologie, l'anthropologie, l'économie, etc....
Il devient ensuite, pour ces éditions l'Harmattan, directeur éditorial pour les sciences humaines et responsable de la collection Logiques sociales . Puis à partir de 1996, il dirige la collection Sciences Sociales et société aux Presses universitaires de France.

## Thématiques de recherche
Depuis 1969, Dominique Desjeux travaille sur les enjeux sociaux de la consommation et sur les processus de décision et les innovations technologiques et sociales en Europe, aux USA, en Chine et en Afrique.
Il s'intéresse à la fois aux phénomènes interculturels, aux stratégies des consommateurs face aux techniques du marketing.
Il écrit aussi sur les stratégies de développement des pays émergents.

## Publications
- Dominique Desjeux, Le Marché des dieux : Comment naissent les innovations religieuses. Du judaïsme au christianisme, Paris, Presses universitaires de France, 2022, 256 p. (ISBN 978-2-13-083602-5).
- Sophie Alami, Dominique Desjeux et Isabelle Garabuau-Moussaoui, Les Méthodes qualitatives, Paris, PUF, coll. « collection Que-sais-je ? », 2009.
- Dominique Desjeux, La Consommation, Paris, PUF, coll. « Que sais-je ? », 2006[10].
- Dominique Desjeux, Les Sciences sociales, Paris, PUF, coll. « Que sais-je ? », 2004.
- Dominique Desjeux, Zheng Lihua et Anne Sophie Boisard, Comment les Chinois voient les Européens, Paris, PUF, 2003[11].
- Dominique Desjeux (dir.) et Michel Bonnet (dir.), Les Territoires de la mobilité, Paris, PUF, 2001[12],[13].
- Dominique Desjeux, Magdalena Jarvin et Sophie Taponier, Regards anthropologiques sur les bars de nuit : Espaces et Sociabilités, L'Harmattan, coll. « Logiques sociales, dossiers », 1999, 208 p.[14].
- Dominique Desjeux, Anne Monjaret et Sophie Taponier, Quand les Français déménagent. Circulation des objets domestiques et rituels de mobilité dans la vie quotidienne en France, Paris, PUF, 1998, 267 p..
- Dominique Desjeux, Cécile Berthier, Sophie Jarraffoux, Isabelle Orhant et Sophie Taponier, Anthropologie de l'électricité. Les Objets électriques dans la vie quotidienne en France, Paris, L'Harmattan, 1996, 220 p..
- Claude Fabbrizzio, Dominique Desjeux et Xavier Dupuis, La Dimension culturelle du développement, Vers une approche pratique, Paris, UNESCO, 1995, 240 p..
- Dominique Desjeux et Sophie Taponier, Informatique, décision, et marché de l'information en agriculture. Anthropologie de l'innovation : des logiciels d'aide à la décision aux systèmes d'informations géographiques, Paris, L'Harmattan, 1994, 380 p..
- Dominique Desjeux, Isabelle Favre, Joëlle Simongiovani et Sophie Taponier, Anthropologie d'une maladie ordinaire, Étude de la diarrhée de l'enfant en Algérie, Thaïlande, Chine et Égypte, Paris, L'Harmattan, 1993, 256 p.
- Dominique Desjeux, Isabelle Orhant et Sophie Taponier, L'Édition en sciences humaines, Paris, L'Harmattan, 1991, 238 p.[15].
- Dominique Desjeux et Sophie Taponier, Le Sens de l'autre. Stratégies, réseaux et cultures en situation interculturelle, Paris, L'Harmattan, 1991, 169 p..
- Dominique Desjeux, Stratégie paysanne en Afrique Noire : le Congo, essai sur la gestion de l'incertitude, Paris, L'Harmattan, 1987, 247 p.[16].
- Dominique Desjeux, La Question agraire à Madagascar, Paris, L'Harmattan, 1979, 195 p.[17],[18].
- Dominique Desjeux et Erhard Friedberg, Le Système d'intervention de l'État en matière industrielle et ses relations avec le milieu industriel, Paris, AUDIR,, coll. « Micro-Hachette », 1973, 96 p..
- Dominique Desjeux et Erhard Friedberg, Le Ministère de l'Industrie et son environnement, Paris, AUDIR, coll. « Micro Hachette », 1973, 61 p..
- Dominique Desjeux, Le Corps des mines, ou Un nouveau mode d'intervention de l'État, Paris, AUDIR, coll. « Micro. Hachette », 1973, 96 p..